# Општина Бакани (Васлуј)
Бакани (рум. Băcani) општина је у Румунији у округу Васлуј.
Oпштина се налази на надморској висини од 96 m.